# 하라스 체로키 센터
애슈빌 시빅 센터(영어: Asheville Civic Center;  상업적 명명권 스폰서인 시저스 엔터테인먼트 그룹의 탓에 하라스 체로키 센터 로 알려져 있지만, 해당 조직의 도박 금지 정책으로 인해 일부 이벤트에는 사용될 수 없습니다;  이전 명칭: U.S. 셀룰러 센터, 영어: U.S. Cellular Center)는 미국 노스캐롤라이나주 애슈빌에 위치한 실내 경기장이다. 과거 D-리그 애슈빌 앨티튜드와 SPHL 애슈빌 에이시즈의 홈경기장으로 사용했다.